# Кристин Боневи
Кристин Елизабет Боневи (Трондхејм, 8. октобар 1872 — Осло, 30. август 1948) била је норвешка биолошкиња. Била је прва жена која је докторирала науку у Норвешкој (и друга жена уопште), прва жена професор у Норвешкој, активисткиња за права жена и политичарка Слободарске либералне партије. Области њеног истраживања биле су цитологија, генетика и ембриологија. Била је међу првим женама које су изабране на политичку функцију у Норвешкој. Предложила је епско путовање свог дипломираног студента Тора Хејердала на сплаву Кон-тики, путовање обележено у Музеју Кон-Тики у Ослу.

## Младост, основно и средње образовање
Била је пето од седморо деце у породици Ане Јохане Дае (1839–1876) и њеног супруга Јакоба Ала Боневија (1838–1904), посланика у норвешком парламенту. Крштена је 8. новембра 1872. у цркви Вор Фруе (Црква Наше Госпе) у Трондхејму, делу Норвешке цркве и раније католичке. Ане је умрла када је Кристин имала четири године, а Јакоб се оженио Сузаном Бирн (1848–1927) и са њом имао још двоје деце (његово осмо и девето). Кристинин полубрат из овог другог брака био је Карл Боневи, такође конзервативни члан парламента и мировни активиста. Кристинина породица преселила се из Трондхејма у Кристијанију 1886.
Иако је њен отац био просветни радник, и у много чему пионир у тој области, он се генерално противио образовању жена, тврдећи да девојчице треба да се школују код куће у малим групама које организују мајке. Такође је било још неколико опција за образовање девојчица у Норвешкој у 19. веку. Девојке су обично ишле у еквивалент завршне школе којој је недостајао академски фокус. Упркос очевој забринутости око образовања жена и њених ограничених могућности, и она и њена старија сестра Хонорија могле су да похађају приватну школу како би се припремиле за полагање гимназијског испита, европског секундарног система за академско образовање. Положила је испит и пред-дипломски испит (истовремено завршни испит латинске гимназије и пријемни испит на факултету) са одличним успехом 1892.

## Универзитетско образовање и докторски рад
Године 1884. Норвешка је постала последња скандинавска земља која је примила жене на универзитете. Уписала је Универзитет у Кристијанији (сада Универзитет у Ослу) као студент медицине 1892. Започела је студије медицине, области на коју је већина жена била подстицана из уверења да су добре неговатељице. Медицина јој није одговарала, али је зоологија била део претклиничке медицинске обуке, па је убрзо прешла на њу, студирајући код професора Јохана Хјорта и Георга Осијана Сарса. Сарс је био брат историчара Ернста Сарса, са којим је делио кућу, а она је посећивала салоне у њиховој кући где се расправљало о идејама као што је Подчињеност жена Џона Стјуарта Мила (1869), тврдећи да је „подчињеност једног пола другом“ „погрешна сама по себи, и сада је једна од главних препрека људском побољшању“. Ови научници су је тако добро примили да су јој на крају дали стипендију за истраживање која јој је омогућила да престане да предаје и да се фокусира на своје студије.
Развила је стручност у биологији мора, радећи на материјалима из норвешке експедиције на Северно море од пре 15 година. Године 1898. добила је стипендију за студије цитологије на Универзитету у Цириху код професора Арнолда Ланга. Међутим, осећала се осујећеном у Цириху када су Ланг или тим одбили њене предлоге истраживања. Уместо тога, пријавила се за место у Норвешкој, преузимајући позицију коју је професор Хјорт напустио као кустос Зоолошког музеја на Универзитету у Ослу, а за који је професор Сарс био селектор. На изненађење многих, иако је била једна од двоје финалиста са висококвалификованим човеком који ју је мало престигао у образовању (Кристиан Шрајнер), Сарс је изабрао њу. Она је наследила Хјорта као кустос 1900. Шрајнерово запрепашћење због губитка положаја ускоро ће се изразити у току њене каријере.
Добила је још једну стипендију за студије код немачког ембриолога Теодора Боверија на Универзитету у Вирцбургу, фокусирајући се на цитологију и ћелијску биологију, и отишла је тамо 1900. године, само два месеца након именовања за кустоса. Њено истраживање је разматрало мејозу код различитих врста бескичмењака које су укључивале човечију глисту, и открила је аномални модел који се разликовао од претпостављеног универзалног процеса у деоби ћелија. Ово истраживање је постало основа њене докторске дисертације из 1906. године "Undersøgelser over kimcellerne hos Enteroxenos østergreni". По дипломирању, била је друга жена која је докторирала на норвешком универзитету и прва у науци.
Провела је два постдокторска семестра на Универзитету Колумбија од 1906. до 1907. године, учећи код зоолога и ембриолога Едмунда Б. Вилсона, анализирајући полне хромозоме. У јуну 1907. Шрајнер је објавио рад у којем је тврдио да је откриће на коме је Кристин заснивала целу своју дисертацију неважеће. Бринула се да је он хтео да је „сруши“, али је мало њих разумело аргумент довољно добро да се упусти у њега, и на крају је контроверза пропала.

## Академска каријера
У то време, норвешки закон је забрањивао женама да буду на факултетским позицијама које је финансирала држава, али она је конкурисала и добила приватно финансирано „изванредно“ звање (ван стандардног факултета) професора зоологије на Универзитету у Бергену 1910. године. Њене колеге Сарс и Роберт Колет лобирали су за ту позицију, заједно са Хакеном Хасбергом Граном, а касније су утицали на Парламент да донесе „Lex Bonnevie“ 9. фебруара 1912. године. Овај закон је женама дао исто право као и мушкарцима да буду професори на норвешким универзитетима. Године 1912. Боневи је постала прва жена професор у Норвешкој, у почетку као ванредни професор, а од 1919. године као редовни професор. Била је професор на Краљевском универзитету Фредерик од 1912. до 1937. године.
Године 1914. Боневи је почела да истражује генетику и наследне абнормалности. Посебно ју је занимало да ли рођење близанаца може бити наследно. Она је на Барнард колеџу рекла да је Норвешка добро место за проучавање људског наслеђа, јер су у то време њени људи живели у изолованим заједницама.
У низу открића и доприноса, доказала је да полидактилија има јасну наследну компоненту. Такође је проучавала отиске прстију да види да ли имају неке наследне компоненте, са раним интересовањем за случајеве очинства. Касније је истраживала могућу везу између отисака прстију и менталних способности - популарна идеја током ере када су еугеничке контроверзе биле активне. Њени резултати нису показали никакву везу између отисака прстију и коефицијента интелигенције. Коначно, проучавала је генетску дисфункцију код мишева због које су се трзали, доказујући да је наследна и узрокована акумулацијом воде у мозгу.
Чак и након пензионисања 1937. наставила је са истраживањем. Њен последњи чланак прихваћен је за објављивање дан пре него што је умрла 1948. године, са 76 година. Овај чланак се и даље цитира.
Између 1922. и 1933. Боневи је учествовала у Комитету за интелектуалну сарадњу Лиге народа (са Анријем Бергсоном, Албертом Ајнштајном, Маријом Кири и другима).

## Добробит студената
Кристин Боневи никада није имала сопствену децу, али јој је било веома стало до добробити студената. Такође је била заинтересована за подршку младим научницима. Била је оснивач студентских кантина на Универзитету у Ослу. Захваљујући њеној подршци, почев од 1916. године, универзитет је направио неколико резиденција за студенткиње у Ослу. Неколико година касније, 1920. године, постала је оснивач Удружења универзитетских жена, и била је његова прва председница. Као председница била је домаћин Трећег међународног конгреса Федерације универзитетских жена, одржаног 1924. године у Ослу.
Током Првог светског рата нудила је храну и склониште студентима из других делова Норвешке. Чак је изнајмила њиве за узгој поврћа, а храну је из свог стана делила студентима након што су нацисти затворили универзитет 1943. године. Њен ранији професионални ривал Кристијан Шрајнер патио је због несарадње са нацистима. Био је заточен у концентрационом логору Грини од 1941. до 1942. године.

## Таксономија
Боневи је открила и класификовала нове врсте животиња као што су Enteroxenos oestergreni
(фам. Eulimidae), Thuiaria articulata (фам. Sertulariidae) и Ciona gelatinosa (фам. Cionidae). Такође је написала оригинални опис родова Enteroxenos и Eupterotrachea.

## Политика
Кристин Боневи је радила као члан централног одбора Либералне левице од 1909. до 1918. Изабрана је у градско веће Кристијаније, где је служила од 1908. до 1919. и као заменица представника у парламенту Норвешке 1915. године. Одслужила је мандат 1916–1918 као заменица Ота Бара Халворсена у изборној јединици Гамле Акер.
Била је чланица Норвешке асоцијације за права жена, коју је од 1936. водила њена снаја Маргарет Боневи.

## Наслеђе
- Године 1911, Боневи је постала прва жена чланица Норвешке академије наука и књижевности.
- Основала је студијски дом за младе девојке 1916. године и студентски дом 1923. године. Боневи је била члан универзитетског комитета за емитовање од 1927. до 1937. године. Њени ученици су били Тордар Келпруд и Тор Хејердал.
- Године 1916. основала је Институт за истраживање наслеђа, касније познат као Институт за генетику. Била је директор и професор до пензионисања 1937.[35]
- Зграда биологије на Универзитету у Ослу је названа по њој (норв. Kristine Bonnevies hus).
- Истраживачки брод који припада Норвешком институту за истраживање мора носи име ФФ „Кристин Боневи“, због њеног интересовања за биологију мора.[36]
- Године 1910. била је прва жена којој је дозвољено да буде у комисији за дисертацију, служећи као спољни испитивач када је Хјалмар Брот бранио дисертацију о арктичким хидроидима. По њој је назвао хидроиду Bonneviellidae.[14]
- Године 1920. добила је златну Краљеву медаљу за заслуге, Орден светог Улафа 1. степена 1946. године и награду Фридтјоф Нансен за изванредна истраживања 1935. године.
- Од 1922. до 1925. водила је Норвешко удружење академкиња које је основала.
- Осло, Ставангер и Сола имају улице назване по њој.